# Mistrzostwa Europy w Biathlonie 2021
28. Mistrzostwa Europy w Biathlonie odbyły się w polskich Dusznikach-Zdrój w dniach 27 - 31 stycznia 2021 roku. Wyniki tych zawodów zaliczano do klasyfikacji generalnej Pucharu IBU. 
W sumie rozegranych zostało osiem konkurencji: pojedyncza sztafeta mieszana, sztafeta mieszana, sprinty, biegi pościgowe oraz biegi indywidualne kobiet i mężczyzn.
Były to drugie mistrzostwa Europy zorganizowane w tej miejscowości.
W związku z naruszeniem przepisów antydopingowych wyniki Łotysza Andrejsa Rastorgujevsa zostały anulowane.

## Program i wyniki
| Konkurencja                  | Data        | Złoto                                                                                        | Srebro                                                                        | Brąz                                                                  |        |
| ---------------------------- | ----------- | -------------------------------------------------------------------------------------------- | ----------------------------------------------------------------------------- | --------------------------------------------------------------------- | ------ |
| Bieg indywidualny kobiet     | 27 stycznia | Monika Hojnisz-Staręga                                                                       | Anastasija Merkuszyna                                                         | Łarisa Kuklina                                                        | [ 3 ]  |
| Bieg indywidualny mężczyzn   | 27 stycznia | Erlend Bjøntegaard                                                                           | Endre Strømsheim                                                              | Said Chalili                                                          | [ 4 ]  |
| Sprint kobiet                | 29 stycznia | Baiba Bendika                                                                                | Karoline Erdal                                                                | Anastasija Szewczenko                                                 | [ 5 ]  |
| Sprint mężczyzn              | 29 stycznia | Martin Jäger                                                                                 | Said Karimulla Chalili                                                        | Johannes Kühn                                                         | [ 6 ]  |
| Bieg pościgowy kobiet        | 30 stycznia | Kamila Żuk                                                                                   | Karoline Erdal                                                                | Åsne Skerde                                                           | [ 7 ]  |
| Bieg pościgowy mężczyzn      | 30 stycznia | Artem Pryma                                                                                  | Michal Krčmář                                                                 | Håvard Bogetveit                                                      | [ 8 ]  |
| Pojedyncza sztafeta mieszana | 31 stycznia | Niemcy Stefanie Scherer · Justus Strelow                                                     | Francja Caroline Colombo · Emilien Claude                                     | Rosja Łarisa Kuklina · Jewgienij Garaniczew                           | [ 9 ]  |
| Sztafeta mieszana            | 31 stycznia | Norwegia Emilie Ågheim Kalkenberg · Åsne Skrede · Erlend Bjøntegaard · Sivert Guttorm Bakken | Niemcy Vanessa Voigt · Marion Deigentesch · Dominic Schmuck · Philipp Nawrath | Ukraina Iryna Petrenko · Wita Semerenko · Bohdan Cymbał · Artem Pryma | [ 10 ] |

## Tabela medalowa[11]
| #  | Reprezentacja | Złoto | Srebro | Brąz | Razem |
| -- | ------------- | ----- | ------ | ---- | ----- |
| 1. | Łotwa         | 2     | 0      | 0    | 2     |
| =  | Polska        | 2     | 0      | 0    | 2     |
| 3. | Norwegia      | 1     | 3      | 3    | 7     |
| 4. | Niemcy        | 1     | 1      | 1    | 3     |
| =  | Ukraina       | 1     | 1      | 1    | 3     |
| 6. | Szwajcaria    | 1     | 0      | 0    | 1     |
| 7. | Rosja         | 0     | 1      | 3    | 4     |
| 8. | Czechy        | 0     | 1      | 0    | 1     |
| =  | Francja       | 0     | 1      | 0    | 1     |